# 여감풍운
"여감풍운"은 한국에서 제작된 임정수 감독의 1989년 영화이다. 장일도 등이 주연으로 출연하였다.

## 출연

### 주연
- 장일도
- 김은숙

## 기타
- 조명: 장기종
- 녹음: 유창국